# 사선 (불교)
4선(四禪)은 다음과 같은 네 가지 뜻이 있다.
1. 색계의 4가지 선정(禪定). 초선 · 제2선 · 제3선 · 제4선을 통칭하는 말[1][2]
2. 1의 제4선(第四禪)의 동의어 또는 줄임말. 달리 말해, 9지(九地) 중 사념청정지(捨念淸淨地)를 가리키는 말[3]
3. 4선천(四禪天)의 동의어 또는 줄임말. 1의 색계 4가지 선정을 획득한 후 죽었을 때 그 과보로서 태어나게 되는 색계의 세계들 즉 색계의 여러 하늘[天]들을 선정력에 따라 크게 구분한 색계 하늘들의 4가지 그룹[4]
4. 깨달음의 경지에 이르기까지의 선정의 4단계[觀練薰修]. 관선(觀禪) · 연선(練禪) · 훈선(熏禪) · 수선(修禪)을 통칭하는 말[1][2]

이 문서에서는 1의 색계의 4가지 선정으로서의 4선에 대해 다룬다.
4선(四禪)은 4선정(四禪定) · 4정려(四靜慮) · 4정정려(四定靜慮) · 4종정려(四種靜慮) · 색계정(色界定)이라고도 한다.
한편, 이러한 4선의 획득 또는 성취와 출세간의 증득은 크게 말해 별개의 사항이다. 4선과 4무색정은 유루도에 속하고 출세간은 무루도에 속한다.

## 개요
4선(四禪, 산스크리트어: catvāri dhyānāni 차트바-리 디야-나-니, 팔리어: cattāri jhānāni 짯따-리 자-나-니, 영어: four concentrations, four meditations)은 수행을 통해 심(尋) · 사(伺) · 희(喜) · 낙(樂) · 심일경성(心一境性)을 개발함으로써 욕계(欲界)의 번뇌, 즉, 욕계의 혼면(惛眠) · 의(疑) · 진에(瞋恚) · 도회(掉悔) · 탐욕(貪欲)의 5개(五蓋)를 일시적으로 또는 언제나 조복(단멸이 아님)한 상태에서 들어갈 수 있는 다음의 색계의 네 가지 세계 또는 마음 상태를 뜻한다. 즉, 우리가 욕계와 함께하는 즉 상응하는 마음이 있으므로 우리가 이 세계에 있듯이, 이 경지 즉 마음 상태들과 함께하는 마음이 있는 것이 4선에 든 것이다. 일시적으로라도 그렇게 될 때 비로소 비록 일시적이더라도 욕계에서 색계로 들어갈 수 있다. 즉, 초선에 들어갈 수 있다.
- 초선 一 이생희락지(離生喜樂地) 一 욕계를 떠남으로서 생기는 희열과 행복을 느끼는 경지
- 제2선 一 정생희락지(定生喜樂地) 一 선정으로부터 생기는 희열과 행복을 느끼는 경지
- 제3선 一 이희묘락지(離喜妙樂地) 一 희열을 떠나 마음이 안정되어 뛰어난 행복만을 느끼는 경지
- 제4선 一 사념청정지(捨念淸淨地) 一 행복마저도 떠나 평온[捨]하여 마음[念]이 청정하고 평등한 경지 一 사무량심(捨無量心)의 경지

수행자의 입장에서 볼 때, 4선은 이 세계들 또는 상태들로 들어갈 수 있게 하는 선정 수행 또는 그 선정 수행을 가능하게 하는 조건들을 뜻한다. 즉, 4선의 각각의 선정은 심(尋) · 사(伺) · 희(喜) · 낙(樂) · 심일경성(心一境性)의 선정 요소[靜慮支, 정려지, 영어: jhāna factor]들에 의해 구성되고, 또한 정진을 통해 이 구성요소들을 획득 · 성취함으로써 또는 정진을 통해 심일경성을 제외한 나머지 구성요소를 순차적으로 제거함으로써 4선의 각각의 선정이 획득된다.
상좌부의 아비담마에서는 이 선정 요소들을, 순서대로, 일으킨 생각[尋] · 지속적 고찰[伺] · 희열[喜] · 행복[樂] · 집중[心一境性]이라 표현한다.
4선은 순차적으로 개발된다. 즉, 순차적으로 획득 · 성취된다. 초선에 든 후에 제2선에 들 수 있으며, 제2선에 든 후 제3선에, 제3선에 든 후 제4선에 들 수 있다. 즉, 호흡 관찰 수행(지식념 · 수식관) · 까시나 명상 · 4념처 · 4무량심 수행 · 간화선 · 염불선 등의 수행을 통해 5개(五蓋)를 일시적으로 또는 언제나 조복(단멸이 아님)한 상태일 때  그 동일한 수행을 통해 일시적으로 또는 언제나 초선에 들 수 있으며, 초선에 든 후에는 그 수행을 더욱 깊이 행하여 선정 요소 중 집중을 제외한 '심(尋, 일으킨 생각)과 사(伺, 지속적 고찰)' · 희(喜, 희열) · 낙(樂, 행복)의 4가지를 이 순서대로 차례대로 제거함으로써, 즉, 가장 거친 것부터 차례대로 제거함으로써 제2선부터 제4선까지의 선정이 순차적으로 획득된다.
한편, 이러한 선정 수행과 출세간의 증득은 크게 말해 별개의 사항이다. 다만, 출세간 즉 성자의 마음을 증득하기 위한, 달리 말해, 제법의 고 · 무상 · 무아(실체 없음) 즉 공성(空性: 공의 이치를 체득할 때에 나타나는 실성)을 부분적으로라도 깨닫기 위한 최소한의 조건은 초선에 드는 것이다. 즉, 욕계산지(欲界散地)에서는 불가능하다. 달리 말하자면, 크게 말해, 욕계를 제외한 다른 모든 상태에서 가능하다. 말하자면, 초선에서 열반을 증득할 수도 있고 제4선에서 열반을 증득할 수도 있다.

## 심사(尋伺) 분별
심(尋, 일으킨 생각)과 사(伺, 지속적 고찰)가 있는가에 따라 4선은 아래 표와 같이 5선 즉 5가지 선정으로 세분된다. 심과 사 그리고 심일경성(心一境性, 집중)은 크게 말하면 대상에 집중하는 것인데, 4선 체계의 제2선부터 심과 사가 없다는 것은 심일경성(집중)만 남았다는 것으로 그만큼 명상의 대상에 몰입되었다는 의미이다. 
북방불교의 경장과 남방불교의 경장 모두에서 4선의 체계가 설해지고 있고 심사(尋伺)가 관련된 유심유사삼마지 · 무심유사삼마지 · 무심무사삼마지의 3삼매는 4선과는 별도로 설해지고 있는데, 남방불교 상좌부의 아비담마에서는 5선의 실제적인 가치를 중시하여 4선과 3삼매를 통합한 5선의 체계로 설하며, 상좌부의 수행은 5선의 체계를 따른다. 이에 비해 북방불교의 설일체유부의 《아비달마구사론》등의 논서와 유식유가행파의 《유가사지론》등의 논서, 즉, 북방불교의 아비달마에서는 경장에서처럼 4선의 체계와 3삼매를 별도로 설한다. 하지만, '4선과 3삼매' 또는 '5선'으로 이름이 다를 뿐 실제로는 모두가 같은 내용을 설하고 있다. 다만, 잘 정리된 5선의 체계가 추가적인 종합의 노력이 없어도 되니 보다 쉽게 다가온다고 볼 수 있다.
| 4선 체계                              | 5선 체계    | 심사(尋伺) 분별                                                               | 9지(九地) 분별         |
| ------------------------------------- | ----------- | ----------------------------------------------------------------------------- | ---------------------- |
| 4선의 초선                            | 5선의 초선  | 유심유사삼마지(有尋有伺三摩地) = 유각유관삼매(有覺有觀三昧)                   | 이생희락지(離生喜樂地) |
| 4선의 초선과 제2선 사이에 있는 중간정 | 5선의 제2선 | 무심유사삼마지(無尋唯伺三摩地 = 無尋有伺三摩地 ) = 무각유관삼매(無覺有觀三昧) | 이생희락지(離生喜樂地) |
| 4선의 제2선                           | 5선의 제3선 | 무심무사삼마지(無尋無伺三摩地 ) = 무각무관삼매(無覺無觀三昧)                  | 정생희락지(定生喜樂地) |
| 4선의 제3선                           | 5선의 제4선 | 무심무사삼마지(無尋無伺三摩地 ) = 무각무관삼매(無覺無觀三昧)                  | 이희묘락지(離喜妙樂地) |
| 4선의 제4선                           | 5선의 제5선 | 무심무사삼마지(無尋無伺三摩地 ) = 무각무관삼매(無覺無觀三昧)                  | 사념청정지(捨念淸淨地) |

## 선정 요소

### 심일경성(心一境性)
선정의 본질은 심일경성(心一境性, 팔리어: ekaggatā 에-깍가따-, 영어: one-pointedness) 즉 집중이다. 일반적인 표현으로는 일심집중(一心集中, 일심으로 집중함)을 말한다. 보다 정확히는, 마음[心]이 대상[境]과 하나[一]가 되는 상태[性], 즉 대상에 마음이 완전히 몰입하는 것을 말한다. 흔히들 이야기하는, 물아일체(物我一體)를 말한다. 명상수행에서 5개 중 탐욕개 즉 감각적 욕망 즉 마음이 5감에 이끌리는 것 즉 마음이 외계 사물에 이끌리는 것을 억제한다.
하지만 이 본질만으로는 실제의 선정이 성취되지 않으며 다른 구성요소들이 필요하다. 그렇지만, 다른 구성요소들이 선정이 깊어짐에 따라 사라지지만 심일경성은 오히려 그 구성요소들이 사라질수록 그만큼 더 발휘되어 문자 그대로 심일경(心一境) 즉 물아일체(物我一體) 즉 대상과 하나가 된 상태를 이룬다. 
선정은 기본적으로 지혜(반야, 무치)가 함께하며, 심일경성(心一境性, 집중)이 주가 되고 심(尋, 일으킨 생각) · 사(伺, 지속적 고찰) · 희(喜, 희열) · 낙(樂, 행복)의 4요소가 보조함으로써 즉 함께함으로써 이루어진다.

### 심(尋)
심(尋, 심, 팔리어: vitakka 위딱까, 영어: initial application) 즉 일으킨 생각은 거친 생각, 대강의 생각을 뜻하는데, 특히 욕계의 사물과 만나 최초로 일어나는 생각을 말한다. 하지만 선정 수행의 맥락에서는 심 즉 일으킨 생각은 명상 대상에 마음과 마음작용을 의식적으로 기울이는 것(directing the mind and its concomitants towards the object)을 말한다. 명상수행에서 5개 중 혼면개(惛眠蓋) 즉 마음이 흐리고 몸이 무거워지는 것, 즉, 느려지고 무기력해지는 것을 억제한다.
즉, 심(尋)이란 예를 들어 호흡 관찰 수행인 지식념 · 수식관에서 호흡에 집중하는 것 즉 주의를 기울이는 것을 말한다. 까시나 고요명상 수행에서는 까시나(kasiṇa: 명상 수행에서 집중의 대상으로 사용하기 위해 만든 색칠한 원반 등)에 집중하는 것 즉 주의를 기울이는 것을 말한다. 간화선에서는 화두를 드는 것을 말한다.

### 사(伺)
사(伺, 사, 팔리어: vicāra 위짜-라, 영어: sustained application) 즉 지속적 고찰은 자세한 생각, 정밀한 생각을 뜻하는데, 특히 욕계의 사물과 만나 최초로 일어나는 생각 후에 더 그 사물을 자세히 보아서 일어나는 생각을 말한다. 선정 수행의 맥락에서는 사 즉 지속적 고찰은 마음을 대상에 지속적으로 초점화하는 것(continually focusing the mind on the object)을 말한다. 명상수행에서 5개 중 의개(疑蓋) 즉 의심함 즉 '마음이 결정을 내려 머무는 것을 못하게 하는 것' 즉 '결단하지 못함'을 억제한다.
즉, 사(伺)란 예를 들어 호흡 관찰 수행인 지식념 · 수식관에서 지속적으로 호흡에 집중하는 것 즉 주의를 기울이는 것, 즉 수동적 주의집중 상태를 긴 시간 동안 유지하는 것을  말한다. 까시나 고요명상 수행에서는 까시나에 지속적으로 집중하는 것 즉 주의를 기울이는 것을 말한다, 즉, 긴 시간 동안 집중을 유지하는 것을 말한다. 간화선에서는 화두를 끊임없이 드는 것 즉 화두를 끊임없이 의심하는 것을 말한다.
선정 수행에서 ① 우선, 산지(散地)에서 유심유사(有尋有伺)로,  ② 유심유사에서 무심유사(無尋唯伺 = 無尋有伺)로, 그리고 ③ 무심유사에서 무심무사(無尋無伺)로 발전하는 것이 매우 중요한데, 이러한 발전을 선정력이 향상된 것이라고 한다. 이렇게 되는 길로는 정진 즉 '결단과 인내로 자주 반복하여 수행하는 것'외의 다른 길은 없다.

### 희(喜)
희(喜, 희, 팔리어: pīti 삐-띠, 영어: zest) 즉 희열은 몸 전체로 느껴지는 기쁨 또는 대상에 대해 기뻐하는 것(pervading zest)을 말하며, 명상수행에서 5개 중 진에개(화가 남)를 억제한다.

### 낙(樂)
낙(樂, 낙, sukha, happiness) 즉 행복은 희수(喜受, somanassa, joy) 즉 즉 정신적 기쁨(pleasant mental feeling)을 말하며, 명상수행에서 5개 중 도회개(들뜸과 근심과 후회)를 억제한다. 희(희열)와 낙(행복)은 유사한데, 먼저, 둘 다 선정에서 일어나는 것이므로 5수 중 정신적 기쁨인 희수에 속한다. 즉, 둘은 정신적 기쁨인 것에서 동일하고 따라서 정신적 기쁨의 정도, 수준 또는 방식에서 차이가 있다. 희열은 시작 단계의 기쁨, 행복은 본격적인 단계의 기쁨이다. 예를 들어, 지친 여행자가 오아시스를 만났을 때 느끼는 기쁨이 희열이고 물 마시고 목욕하면서 느끼는 기쁨이 행복이다. 명상수행에서는 희열은 몸에 대한 느낌이 정신적으로 기쁜 것 즉 선정에 의해 몸이 가뿐하고 즐거운 느낌이 드는 것이고, 행복은 마음이 기쁜 것 즉 선정에 의해 마음이 선정의 기쁨을 느끼는 것이다.

## 4선의 진행
1. 심(일으킨 생각) · 사(지속적 고찰) · 희(희열) · 낙(행복) · 심일경성(집중)이 함께하는 초선의 경지
		  - 유심유사지(有尋有伺地)이다.
  - 이생희락지(離生喜樂地)이다. 즉, 욕계를 떠남[離]으로서 생기[生]는 희열[喜]과 행복[樂]을 느끼는 경지 또는 마음 상태이다.
  - 즉, 호흡 관찰 수행(지식념 · 수식관) · 까시나 명상 · 4념처 · 4무량심 수행 · 간화선 · 염불선 등의 수행을 통해 초선에 도달한 상태이다.
  - 즉, 호흡 관찰 수행(지식념 · 수식관) · 까시나 명상 · 4념처 · 4무량심 수행 · 간화선 · 염불선 등의 수행을 통해 욕계의 혼면(惛眠) · 의(疑) · 진에(瞋恚) · 도회(掉悔) · 탐욕(貪欲)의 5개(五蓋)를 일시적으로 또는 영원히 극복한 상태이다.[13][27]
  - 즉, 5가지 선정 구성요소 심(일으킨 생각) · 사(지속적 고찰) · 희(희열) · 낙(행복) · 심일경성(집중)이 일시적으로 또는 영원히 균형되게 개발된 상태이다.[13]
2. 사(지속적 고찰) · 희(희열) · 낙(행복) · 심일경성(집중)이 함께하는 중간정(中間定: 초선과 제2선 사이에 있는 선정)의 경지
		  - 심(尋, vitakka, initial application) 즉 일으킨 생각이 사라진 상태이다.
  - 즉, 무심유사지(無尋有伺地)이다.
  - 하지만, 여전히 이생희락지(離生喜樂地)이다. 즉, 여전히 초선의 상태로서, 욕계를 떠남[離]으로서 생기[生]는 희열[喜]과 행복[樂]을 느끼는 경지 또는 마음 상태이다.
  - 즉, 호흡 관찰 수행(지식념 · 수식관) · 까시나 명상 · 4념처 · 4무량심 수행 · 간화선 · 염불선 등의 수행을 통해 중간정에 도달한 상태이다.
3. 희(희열) · 낙(행복) · 심일경성(집중)이 함께하는 제2선의 경지
		  - 사(伺, vicāra, sustained application) 즉 지속적 고찰이 사라진 상태이다.
  - 즉, 무심무사지(無尋無伺地)이다.
  - 정생희락지(定生喜樂地)이다. 초선, 즉, 이생희락지(離生喜樂地), 즉, 욕계를 떠남[離]으로서 생기[生]는 희열[喜]과 행복[樂]을 느끼는 경지에서 더 나아간 상태로, 선정[定]으로부터 생기[生]는 희열[喜]과 행복[樂]을 느끼는 경지 또는 마음 상태이다.
  - 즉, 호흡 관찰 수행(지식념 · 수식관) · 까시나 명상 · 4념처 · 4무량심 수행 · 간화선 · 염불선 등의 수행을 통해 제2선에 도달한 상태이다.
4. 낙(행복) · 심일경성(집중)이 함께하는 제3선의 경지
		  - 무심무사지(無尋無伺地)에서 희(喜, pīti, zest) 즉 희열이 사라진 상태이다.
  - 이희묘락지(離喜妙樂地)이다. 즉, 제2선 즉 정생희락지(定生喜樂地)의 희열[喜]을 떠난[離] 경지로 마음이 안정되어 뛰어난 행복[妙樂 또는 樂]만을 느끼는 경지 또는 마음 상태이다.
  - 즉, 호흡 관찰 수행(지식념 · 수식관) · 까시나 명상 · 4념처 · 4무량심 수행 · 간화선 · 염불선 등의 수행을 통해 제3선에 도달한 상태이다.
5. 사(捨, 평온) · 심일경성(집중)이 함께하는 제4선의 경지
		  - 무심무사지(無尋無伺地)에서 뛰어난 행복[妙樂]이 사라지고 평온[捨]과 함께하는 상태이다.(참고로 모든 마음은 반드시 느낌과 함께한다. 즉, 3수 또는 5수 중의 하나와 함께한다.)
  - 선정 요소 중 오로지 심일경성(心一境性, ekaggatā, one-pointedness) 즉 집중만이 남은 상태이다. 즉, 마음이 대상과 하나가 된 상태이다. 마음이 대상에 완전히 몰입한 상태이다.
  - 사념청정지(捨念淸淨地)이다. 즉 제3선 즉 이희묘락지(離喜妙樂地)의 뛰어난 행복[妙樂]을 떠난 경지로, 마음[念]이 평온[捨]하여 청정(淸淨)하고 평등한 경지, 즉 마음[念]이 사(捨, 평온)에 안주하는 경지 또는 마음 상태이다.
  - 즉, 호흡 관찰 수행(지식념 · 수식관) · 까시나 명상 · 4념처 · 4무량심 수행 · 간화선 · 염불선 등의 수행을 통해 제4선에 도달한 상태이다.

## 같이 보기
- 색계 18천
- 색계 마음
- 색계 유익한 마음
- 색계 과보의 마음
- 3계9지